# Верхній Ларс
Верхній Ларс (ос. Уæллаг Ларс, рос. Верхний Ларс) — село та пункт контролю на російсько-грузинському кордоні у Північній Осетії. Розташований на Військово-Грузинській дорозі у Дар'яльській ущелині за 25 км від Владикавказу.

## Галерея

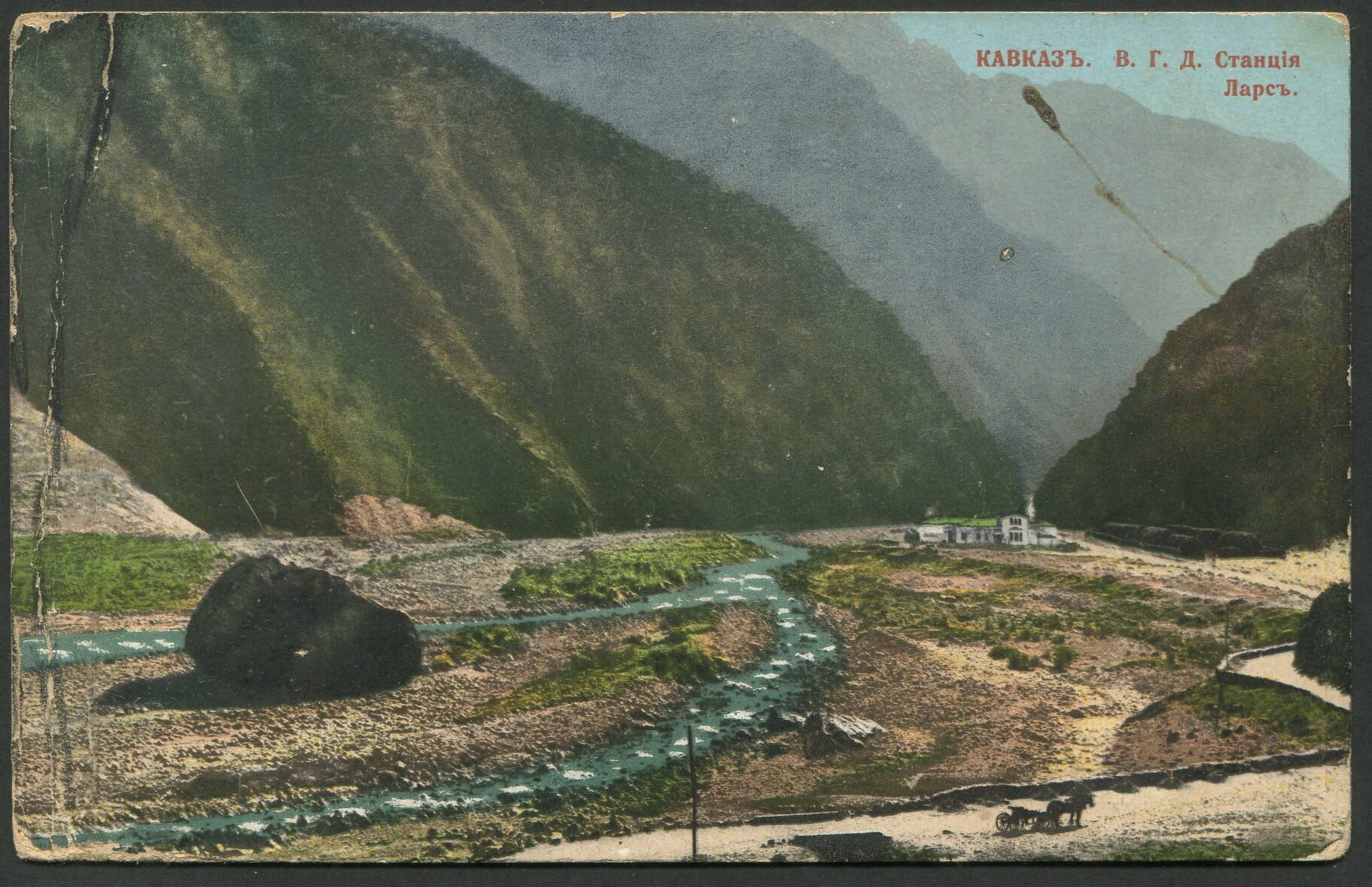
Поштова листівка
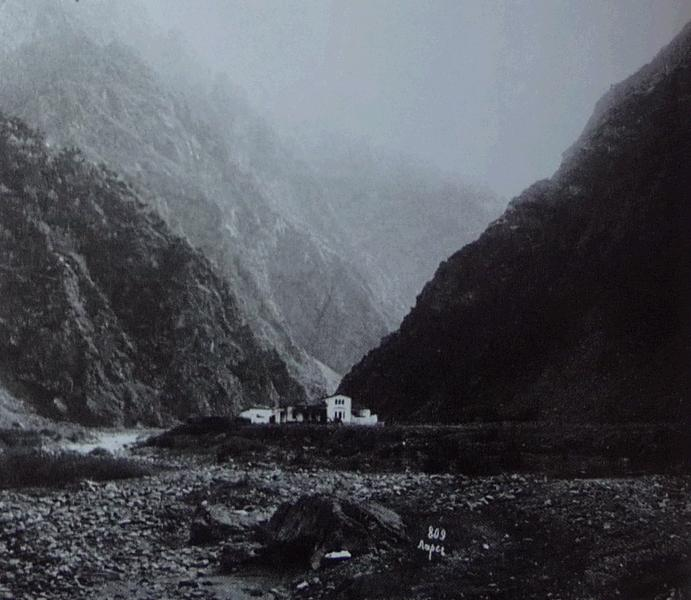
Фото Александра Ройнашвілі (XIX ст.)